# Mácris Carneiro
Mácris Carneiro, född 3 mars 1989 är en volleybollspelare (högerspiker). Hon spelar i Brasiliens landslag och klubblaget Fenerbahçe SK i Turkiet.
Carneiro spelade i sitt hemland fram till 2022 då hon började spela i Sultanlar Ligi i Turkiet. Med landslaget tog hon silver vid OS 2021.